# Észak-Macedónia történelme

Észak-Macedónia címere

Észak-Macedónia történelme az ókorban kezdődik. Észak-Macedónia 1991. szeptember 8-a előtt soha nem volt független, eltekintve Makedónia ókori államtól, amely valóban részben Észak-Macedónia területén húzódott. A mai Észak-Macedónia azonban nem a világbirodalomként emlegetett ókori Makedónia utódja, s a makedón nép már a szlávok megérkezésekor kihalt a térségben. 

## Ókor

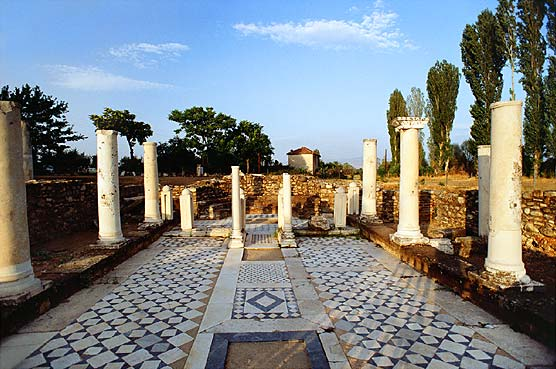
Hérakleia Lünkésztisz ókori görög romjai

Az ókorban Észak-Macedónia területén a trákok éltek, akiket később a görög makedónok északabbra szorítottak. Nagy Sándor államának peremterülete maradt, amelyet az i. e. 3. századra visszafoglaltak a trák törzsek. A rómaiak i. e. 148-ban hódították meg a területet, és Macedonia provincia részévé tették. Két fontos római várost is alapítottak: Stobit (a mai Szkopjét), illetve Heracleát (a mai Bitola helyén). A 4. századra a déli vidéktől eltekintve szinte teljesen elnéptelenedett, gyéren lakottá vált. A 6. század végére a terület feletti bizánci uralom meggyengült, egyre jobban előrehaladt a szlávok betelepülésének folyamata észak felől. A bizánci hatalom gyengülésének idején a szlávok előtti lakosság egy része visszaszorult az erődített görög városokba az Égei-tenger partján, más részük a hegyekben lelt menedékre, megint mások asszimilálódtak a szlávokhoz. A bizánci Macedóniába behatoló szlávok autonóm faluközösségekben szerveződtek, ezeket említették a görögök Szklavinai (görög "Σκλαβινίαι") néven. A bizánci császárok megkezdték hellenizálásukat és betagolták őket a bizánci társadalmi-gazdasági rendbe. Miközben a macedóniai szlávok alávetették magukat a bizánci uralomnak, többségük megőrizte etnikai különállását és máig a régió lakosságának zömét adják. Amikor egységes szláv állam alakult, akkor is különálló törzsekben éltek.

## Középkor
850 körül az első bolgár cárság kiterjesztette hatalmát Macedóniára. Bulgária macedóniai terjeszkedése békés volt, mert addigra a terület feletti bizánci uralom névlegessé vált és a szláv törzsek többsége önként csatlakozott a szláv dominanciájú bolgár államhoz.
Ebben a térségben a szlávok a 9. században tértek át a kereszténységre, I. Borisz bolgár kán uralma idején. A glagolita ábécé megalkotói, Szent Cirill és Szent Metód bizánci görög szerzetesek a konstantinápolyi pátriárka utasítására térítették a szlávokat. Ők Szalonikiből indultak, ahol széles körben beszélték a szlávot második nyelvként, és a környék macedón szláv nyelvjárása lett az óegyházi szláv nyelv alapja. Munkájukat folytatta a kora középkori Bulgáriában Ohridi Szent Kelemen, aki a cirill ábécé kialakítója, valamint Ohridi Szent Naum.
A 10. században (971-től 1018-ig) az Első Bolgár Birodalom központi vidéke volt, melynek 972-től fővárosát is területére helyezték át (Szkopje majd Ohrid), majd bizánci uralma alá került. 1218 és 1250 között a második Bolgár Birodalomhoz tartozott, majd 1250-ben a pelagoniai csatában a Nikaiai Császársághoz került. A 13. század folyamán rengeteg kun települt az országba, ezek beolvadtak a macedónokba. Dušan István (1331–1355) később Szerbiához csatolta a területet. Az 1389-es rigómezei csata nyomán a Török Birodalom részévé vált. 1689–1690 között Karpos kumanovói vajda törökellenes felkelése eredményeként létrejött egy államalakulat, Karpost a nemzetközi hatalmak közül egyedüliként a Habsburg Birodalom elismerte Kumanovó királyának.

## A független Észak-Macedónia előzménye
A 19. század végén Macedóniában is lezajlott a nemzeti ébredés. A szervezetek Macedónia függetlenségéért harcoltak, de bolgárnak definiálták magukat, semmilyen nemzeti, vagy regionális elkülönítés nem volt a céljuk, sőt feltett szándékuk volt a Bulgáriával való egyesülés. Gyakran terrorista eszközökkel harcoltak céljaikért.
1912-ben az első Balkán-háború során Szerbia, Bulgária és Montenegró szövetsége kiűzte a törököket, de a szövetségesek nem tudtak megállapodni a megszerzett területek elosztásáról, és ez vezetett 1913-ban a második Balkán-háború kirobbanásához: Bulgária megtámadta a szerbeket, de ekkor hadba lépett ellene Románia és az Oszmán Birodalom is, Macedónia nagy része pedig Szerbiához került. Szerbia (Macedónia területével együtt) 1918-tól a Szerb–Horvát–Szlovén Királyság részévé vált, amelyet 1929-től Jugoszláv Királyságra neveztek át. Szerbia, mint hegyvidéki szerbek-re, így tekintett a macedóniai szlávokra, s tiltotta a bolgár nyelv használatát, ám az ellenállás hamar kibontakozott, és terrorcselekmények sorozatát követték el a szerb hatóságok ellen. 1934-ben macedóniai (magukat bolgárnak nevező) terroristák ölték meg I. Sándor jugoszláv királyt. 1941-től nyugati része az olasz ellenőrzés alatt álló Albániához, illetve a Pindoszi Fejedelemséghez, keleti fele pedig Bulgáriához került.
1941-ben Macedóniában is megkezdődött a megszálló hatalmakkal szembeni ellenállás. Miután a Josip Broz Tito vezette jugoszláv partizán erők 1944-ben ellenőrzésük alá vonták a területet, kikiáltották a Macedón Népköztársaságot (azelőtt belső önrendelkezéssel nem bírt a terület), amely csatlakozott a Jugoszláv Szövetségi Népköztársasághoz. Az 1963-as új jugoszláv szövetségi alkotmány meghozatalával egyidőben Macedónia is felvette a Macedón Szocialista Köztársaság elnevezést. A jugoszláv kommunista álláspont szerint Macedónia lakossága nem szerb, avagy bolgár, hanem macedón, ennek megfelelően biztosítják a nyelvi és nemzetiségi jogait. Ez azonban a gyakorlatban nem így volt, sőt az ún. macedón (de valójában a bolgárral teljesen azonos) nyelvhasználatra nagy súllyal nehezedett a szerbhorvát nyelv, ezért igen sok macedón kétnyelvűvé vált. Bulgária és Jugoszlávia között évtizedekig fagyos viszony volt, és a vasfüggöny is elzárta a macedónokat Bulgáriától. Az elkülönülés ellenére a macedón nyelv a mai napig azonosnak mondható a bolgárral.
Az 1944 és 1949 között tartó görög polgárháborúban jelentős számú macedón katona is harcolt, Jugoszlávia a görög kommunistákat támogatta és küldött át a határon önkéntes gyanánt macedónokat.
Az ország 1945 óta saját, módosított cirill ábécét használ, ez valójában azonos a szerb ábécével, de még ez sem különbözteti meg lényegesen a macedónt a bolgár nyelvtől.

## A független Észak-Macedónia
Az ország 1991. szeptember 8-án kiáltotta ki függetlenségét, igaz sok macedónt mindezt nem töltött el túlzott lelkesedéssel: sokan gazdasági okok miatt megmaradtak volna Jugoszlávia tagállamaként. Igen sok macedón, illetve macedóniai szerb szerb kettős állampolgárságért is folyamodott, sokan így törekedtek Nyugatra kijutni. A délszláv háborúban macedóniai szerbek, sőt macedónok is küzdöttek tekintélyes számmal a jugoszláv néphadseregben a boszniai és horvátországi frontokon. Görögország azonban kezdettől fogva azt kifogásolta, hogy az új állam egy görög tartomány nevét vette fel, illetve kifogást emelt Macedónia zászlajával és címerével szemben is. A görögök ugyanis történeti–etnikai alapokra helyezik a kérdést: a mai Észak-Macedónia területén egy bolgárral azonos nyelvet beszélő, bár kulturálisan különálló szláv népcsoport él, illetve nagy számmal albánok is, nem pedig valódi makedónok, akiknek saját, a görög nyelvvel rokonságban álló, önálló nyelvük volt, akik már eltűntek a térségből, mikor a szlávok betelepültek ide. A makedónok leszármazottjai álláspontjuk szerint az észak-görögországi tartomány görög lakói, bár abban a térségben is élnek különböző szláv csoportok, melyek nyelvjárása nagyobb különbséget mutat, mint a macedón a bolgártól. A macedónok szerint ők az ókori makedónok igazi leszármazottjai, csupán nyelvváltozások történtek a térségben. Ideiglenes megoldásként az ENSZ 1993-as határozata Macedónia Volt Jugoszláv Köztársaság (angolul: Former Yugoslav Republic of Macedonia, röviden: FYROM) néven vette fel a világszervezet tagságába. Az ország 1995-ben megváltoztatta zászlaját és címerét.
1999-ben a NATO-val együttműködve 400 000 albán menekültet fogadott. 2001-ben a Koszovói Felszabadítási Hadsereg (UÇK) több gerillaakciót is szervezett a területen. A tervük az volt, hogy a menekülteket letelepítve az albánok lakta régióban egy új albán államot hoznak létre az ország területén. Az UÇK gyakran szabályos terrorista akciókkal merényleteket hajtott végre főleg gazdasági, infrastrukturális objektumok ellen, hogy az ország gazdaságát romba döntse és így kényszerítse térde. Végül a NATO segítségével visszaverték a támadásokat és felkelők leszereltek. Az albánok és a kormány egyezséget kötött: a kormány nagyobb politikai befolyást és kulturális elismertséget ígért az albán kisebbségnek. Albán részről megígérték, hogy felhagynak a szeparatista törekvésekkel, elismerik a macedón intézményeket.
2018-ban a két ország vezetése megegyezett a névvita rendezéséről és 2018. június 17-én a Preszpa-tó partján a két ország miniszterelnöke, és külügy-minisztere aláírta a Preszpa-egyezményt. A megállapodást a macedón és a görög parlament is ratifikálta. A macedón kormány 2019. február 12-én jelentette be, hogy az ország neve ettől a naptól kezdve: Észak-Macedónia.
2008 áprilisában Görögország az ország elnevezése miatt vétózta meg az ország felvételét a NATO-ba, és az EU-csatlakozást sem támogatta. A két ország között létrejött egyezményt követően azonban Görögország nem gátolta tovább Észak-Macedónia NATO és EU-csatlakozását. 2005-től az Európai Unió tagjelöltje, de belépése még várat magára. 2020. április 27-én Észak-Macedónia 30. tagállamként a NATO tagja lett.